# 151-ша резервна дивізія (Третій Рейх)
151-ша резервна дивізія (Третій Рейх) (нім. 151. Reserve-Division) — резервна піхотна дивізія Вермахту, що входила до складу німецьких сухопутних військ у роки Другої світової війни.

## Історія
151-ша резервна дивізія була сформована 25 вересня 1942 року в окупованому Вільнюсі шляхом перейменування дивізії № 151, що була заснована у серпні 1939 року в Алленштайні. Протягом 1942—1943 років діяла на території Райхскомісаріату Остланд. У лютому 1944 року в ході 24-ї хвилі мобілізації на навчальному центрі Милау (нім. Truppenübungsplatz Mielau) в 1-му військовому окрузі із залишків дивізії була сформована піхотна дивізія «Милау» для підготовки або резервних компонентів для посилення регулярних піхотних дивізій, або згодом перетворювались на штатні піхотні дивізії Вермахту.

## Райони бойових дій
- Райхскомісаріат Остланд (вересень 1942 — жовтень 1943);
- СРСР (північний напрямок) (жовтень 1943 — лютий 1944).

## Командування

### Командири
- генерал-лейтенант Вольф Шеде (нім. Wolf Schede) (25 вересня 1942 — 9 лютого 1944).

### Підпорядкованість
| Час      | Корпус    | Армія                                      | Група армій (округ)  | Штаб    |
| -------- | --------- | ------------------------------------------ | -------------------- | ------- |
| 1942     |           |                                            |                      |         |
| листопад | LXI рез.к | Командування військ вермахту «Остланд»     |                      | Вільнюс |
| 1943     |           |                                            |                      |         |
| 1 січня  | LXI рез.к | Командування військ вермахту «Остланд»     |                      | Вільнюс |
| листопад | LXI рез.к | Командування військ вермахту «Остланд»     | Група армій «Північ» | Вільнюс |
| 1944     |           |                                            |                      |         |
| 1 січня  | LXI рез.к | Командування військ вермахту «Білорутенія» | Група армій «Північ» | Вільнюс |

### Склад
| 1943                                  |
| ------------------------------------- |
| 21-й резервний гренадерський полк     |
| 217-й резервний гренадерський полк    |
| 1-й резервний артилерійський дивізіон |